# Okres Revúca
Revúca (Hongaars: Nagyrőce) is een district (Slowaaks: Okres) in de Slowaakse regio Banská Bystrica. De hoofdstad is Revúca. Het district bestaat uit 3 steden (Slowaaks: Mesto) en 39 gemeenten (Slowaaks: Obec).
Het zuidelijke deel van het district wordt bewoond door Hongaren die behoren tot de Hongaarse minderheid in Slowakije. Tijdens de volkstelling van 2021 gaf 21,79% van de bevolking aan het Hongaars als moedertaal te hebben.
Het district maakt onderdeel uit van het Hongaarse taalgebied dat langs de gehele Slowaakse zuidgrens is gelegen.

## Steden
- Jelšava
- Revúca
- Tornaľa (Hongaars: Tornalja)

## Lijst van gemeenten
| - Držkovce - Gemer - Gemerská Ves - Gemerské Teplice - Gemerský Sad - Hrlica - Hucín - Chvalová - Chyžné - Kameňany - Leváre - Levkuška - Licince | - Lubeník - Magnezitovce - Mokrá Lúka - Muráň - Muránska Dlhá Lúka - Muránska Huta - Muránska Lehota - Muránska Zdychava - Nandraž - Otročok - Ploské - Polina - Prihradzany | - Rákoš - Rašice - Ratková - Ratkovské Bystré - Revúcka Lehota - Rybník - Sása - Sirk - Skerešovo - Šivetice - Turčok - Višňové - Žiar |

Banská Bystrica · Banská Štiavnica · Brezno · Detva · Krupina · Lučenec · Poltár · Revúca · Rimavská Sobota · Veľký Krtíš · Žarnovica · Žiar nad Hronom · Zvolen